# 안드레이 콜모고로프
안드레이 니콜라예비치 콜모고로프(러시아어: Андре́й Никола́евич Колмого́ров, 1903년 4월 25일 ~ 1987년 10월 20일)은 소련의 수학자이다. 주로 확률론을 연구하였지만, 그 밖에도 위상수학, 해석학, 수리논리학과 응용 분야를 연구하였다. 20세기의 가장 위대한 수학자 중 한 명으로 꼽힌다.

## 생애

### 유년
콜모고로프는 1903년 4월 25일 러시아 제국 탐보프에서 태어났다. 어머니는 미혼모였고 요절하여 이모 손에서 자랐다. 할아버지는 귀족이었으나 아버지는 혁명 운동에 종사하였고 러시아 내전에 참전하였다가 실종되었다. 아마도 전사한 것으로 추정된다.
콜모고로프는 어렸을 때부터 수학에 재능을 보였으나 10월 혁명 이후 러시아가 내전으로 어수선한 시기였기 때문에 교육의 기회를 놓칠뻔 하였지만 양친을 잃은 그를 입양한 헌신적인 이모는 콜모고로프를 모스크바로 데려와서 고등학교 (김나지움)를 졸업시켰다. 이후 그는 모스크바 대학교에서 공부를 하였다. 모스크바 대학교에서 그는 수학뿐만 아니라 다양한 활동을 하였으며, 그가 모스크바 대학교에서 처음 낸 논문은 수학이 아니라 역사학에 관한 것이었다. 그는 수학적 연구도 병행하여 1922년 푸리에 해석에 관한 논문을 발표하기도 하였다. 이 논문은 "거의 모든 곳에서 (almost everywhere: 측도론에서는 주로 a.e.라는 약어로 표기한다) 존재하는 푸리에 급수"의 예를 보인 것으로 국제적으로 주목을 받은 논문이다. 이때 그의 나이는 불과 19세였다.
러시아는 이전부터 확률론에 강한 전통이 있어서 많은 대가들을 배출하였으며 대표적으로 안드레이 마르코프나 파프누티 체비쇼프 등이 있었다. 콜모고로프가 학부 때 연구하던 푸리에 급수는 해석학에 속한 것이었으나, 이후 러시아 수학계의 확률론의 전통을 이어받아 콜모고로프는 확률론에 관심을 보였고, 학부를 마치고 바로 대학원에 진학하여 이 방면의 연구를 계속하였고 1929년에 박사학위를 받았다.

### 성년
확률론에 관한 업적으로 그는 명성이 높아졌으며 1930년에는 오랜 기간 동안 서유럽을 방문하기도 하였다. 1931년 모교인 모스크바 대학교의 교수에 임용되었고, 1933년에는 명저 《확률론의 기초》를 내기도 하였다. 여기에서 그는 따로따로 발전되어 오던 확률론과 해석학의 측도론을 결합하여 현대 확률론의 토대를 마련하였다. 확률론 뿐만 아니라 그는 수학 여러분야에 족적을 남겼는데, 대수학이나 집합론의 연구 업적도 있다.
그는 1935년 모스크바 대학교의 확률론 회장으로 뽑혔고, 1939년에는 소비에트 연방 과학 아카데미의 정회원이 되었다. 1938년에 발표한 《정적 확률 과정론 예측을 위한 기본 정리》라는 논문은 확률 과정론(스토캐스틱 프로세스)을 확립한 논문으로서 마르코프 과정을 발전시킨 것이다. 이 정리는 냉전 중에 군사적으로 응용이 되었다. 마르코프 과정은 현재에도 공학, 물리학, 경제학 등에서 널리 쓰이고 있다.
이후 관심분야를 물리학으로 돌려서 난류에 관한 연구를 하기도 하였다. 그는 1942년 안나 드미트리예브나 예고로바와 결혼하였고 1957년에는 힐베르트가 남긴 23개의 난제 중 13번 문제를 풀어냈다. 이 뿐만 아니라 그는 알고리즘 복잡성론을 확립하였다. 이 공로로 1962년에 발찬상을 받았다.
그는 영재교육에도 관심을 보였는데 수학 영재 뿐만 아니라 문학이나 음악에 관한 영재 교육에 대해서도 관심을 보였다. 그래서 그는 소련의 영재 교육을 개혁하였고, 그를 기념하여 모스크바 대학교 부설 콜모고로프 물리학·수학 학교(러시아어: физико-математическая Школа имени А. Н. Колмогорова) 가 세워졌다.
이 외에도 수리논리학과 위상수학 등에도 관심을 보여 많은 논문을 발표하였다.
이러한 여러 공로로 1941년에 스탈린상을 받았고 1965년에는 레닌상을 받았다. 그리고 1980년 울프 수학상을 받았다. 또한 소련 노동 영웅 칭호를 받았으며, 레닌 훈장은 7번이나 받았다. 1987년 10월 20일 소련 모스크바에서 세상을 떠났다. 시신은 소련의 명사들이 안장된 노보데비치 묘지에 묻혔다.

## 참고 문헌
- Vitanyi, Paul M.B. (2007). “Andrey Nikolaevich Kolmogorov”. 《Scholarpedia》 (영어) 2 (2): 2798. doi:10.4249/scholarpedia.2798.
- O’Connor, John J.; Robertson, Edmund F. (1999년 1월). “Andrey Nikolaevich Kolmogorov”. 《MacTutor History of Mathematics Archive》 (영어). 세인트앤드루스 대학교.
- “안드레이 콜모고로프”. 《수학 계보 프로젝트》 (영어). 미국 수학회.